# ملچر-دالاس (آیووا)
ملچر-دالاس (به انگلیسی: Melcher-Dallas) شهری در ایالت آیووا کشور ایالات متحده آمریکا است که جمعیت آن در سرشماری سال ۲۰۱۰ میلادی، ۱٬۲۸۸ نفر بوده‌است.